# Quantenträume
Quantenträume ist eine Anthologie aus fünfzehn Science-Fiction-Kurzgeschichten über künstliche Intelligenz verschiedener chinesischer Schriftsteller. Die Kurzgeschichten sind in China unter anderem in der Zeitschrift Volksliteratur (人民文学, Pinyin rénmín wénxué) und Science Fiction World (科幻世界, Pinyin kēhuàn shìjiè) erschienen. Die deutsche Ausgabe, erschienen am 14. September 2020 beim Heyne Verlag, enthält darüber hinaus ein Vorwort von Liu Cixin, dem aufgrund der Trisolaris-Trilogie im Westen bekanntesten chinesischen Science-Fiction-Schriftsteller, eine Einleitung von Shi Zhanjun zu chinesischer Science-Fiction sowie ein Nachwort von Jing Bartz, unter anderem zur Übersetzung. Diese stammt von Karin Betz, Marc Hermann, Johannes Fiederling, Michael Kahn-Ackermann und Eva Lüdi Kong.

## Kurzgeschichten
- Chinesische Enzyklopädie: Lass uns reden von Xia Jia, mit dem Originaltitel 中国百科全书·黑屋 (Pinyin Zhōngguó bǎikē quánshū·hēi wū) veröffentlicht als „Let's Talk“ in „Nature“ im Juni 2015; übersetzt von Marc Hermann: Eine Linguistin soll die neu entwickelte Sprache von Plüschseehunden mit künstlicher Intelligenz entschlüsseln.
- Chinesische Enzyklopädie: Babylonische Sprachverwirrung von Xia Jia, mit dem Originaltitel 中国百科全书·巴别乱 (Pinyin zhōngguó bǎikē quánshū liǎng zhāng) veröffentlicht in Science Fiction World im August 2015; übersetzt von Marc Hermann: Ein Virus verändert plötzlich die Wahrnehmung von Sprache.
- Das Hausmädchen von Liu Yang, veröffentlicht unter dem Originaltitel 机器女佣 (Pinyin jīqì nǚ yōng 'Maschinendienstmädchen'); übersetzt von Eva Lüdi Kong: In einem von einem Roboter bedienten Hotel verschwinden plötzlich Menschen.
- Der Geschichten erzählende Roboter von Fei Dao, veröffentlicht unter dem Originaltitel 讲故事的机器人 (Pinyin jiǎng gùshì de jīqìrén) in Science Fiction World im Oktober 2005; übersetzt von Eva Lüdi Kong: Ein König lässt einen Roboter bauen, um sich Geschichten erzählen zu lassen.
- Der umgekehrte Turing-Test von Sun Wanglu, veröffentlicht unter dem Originaltitel 逆向图灵 (Pinyin nìxiàng tú líng) in „Literatur und Kunst“ im Januar 2016; übersetzt von Karin Betz: Ein Student diskutiert mit seinem Professor über den Turing-Test.
- Hotel Titania von Luo Longxiang, veröffentlicht unter dem Originaltitel 泰坦尼亚客栈 (Pinyin tàitǎn ní yǎ kèzhàn) in „Volksliteratur“ im November 2019; übersetzt von Karin Betz: Zwischen dem Sonnensystem und Alpha Centauri wird ein Hotel für interstellare Reisende gebaut.
- Der Wannengeist von Shuang Chimu, veröffentlicht unter dem Originaltitel 盆儿鬼与提箱人 (Pinyin pén er guǐ yǔ tíxiāng rén) in der Anthologie „Luchsschule“ (猞猁学派, Pinyin shē lì xuépài) im Januar 2020; übersetzt von Marc Hermann: Eine Fußbadewanne mit künstlicher Intelligenz funktioniert nicht nach Plan.
- Cloud-Liebe von Chen Qiufan, veröffentlicht unter dem Originaltitel 云爱人 (Pinyin yún àirén) in der Anthologie „Menschlicher Algorithmus“ (人类算法, Pinyin rénlèi suànfǎ) im Januar 2019; übersetzt von Marc Hermann: In einem neuen Spiel sollen Menschen beim Dating ihnen untergejubelte künstliche Intelligenzen erkennen, doch verlieben sich stattdessen.
- Die Möbius-Raumzeit von Gu Shi, veröffentlicht unter dem Originaltitel 莫比乌斯空间 (Pinyin mòbǐwūsī kōngjiān) in Science Fiction World im Juni 2016; übersetzt von Karin Betz: Ein Mann geht nach einem Autounfall auf eine seltsame Reise durch sich selbst.
- Mission: Rettung der Menschheit von Liu Weijia, veröffentlicht unter dem Originaltitel 使命: 拯救人类 (Pinyin shǐmìng: zhěngjiù rénlèi) in Science Fiction World im März 2020; übersetzt von Eva Lüdi Kong: Ein Roboter soll nach einem Flugzeugabsturz einen überlebenden Menschen retten, missversteht jedoch den Befehl.
- Bekenntnis von Wang Jinkang, veröffentlicht unter dem Originaltitel 我证 (Pinyin wǒ zhèng 'Ich bestätige') im Magazin „Junger leuchtender Chunxi“ (少年闪耀春熙号, Pinyin shàonián shǎnyào chūn xī hào) im März 2003; übersetzt von Karin Betz: Ein Mann bekommt nach dem Tod seiner Frau einen Klon mit all ihren Erinnerungen.
- Wo bist du? von Hao Jingfang, veröffentlicht unter dem Originaltitel 你在哪儿 (Pinyin nǐ zài nǎ'er) in der Anthologie „Die andere Seite des Menschen“ (人之彼岸, Pinyin rén zhī bǐ'àn); übersetzt von Michael Kahn-Ackermann: Ein Unternehmer, der an digitalen Doppelgängern arbeitet, lässt sein Umfeld links liegen.
- Tochter des Meeres von Baoshu, veröffentlicht unter dem Originaltitel 海的女儿 (Pinyin hǎi de nǚ'ér) in Science Fiction World im November 2012; übersetzt von Johannes Fiederling: Nach einer kosmischen Katastrophe beginnt die Suche nach dem Ursprung des Lebens auf der Erde.
- Mordfall LW31 von A Que, veröffentlicht unter dem Originaltitel LW31谋杀案 (Pinyin LW31 móushā àn) im Magazin „Knospe“ (萌芽, Pinyin méngyá); übersetzt von Johannes Fiederling: Ein Roboter gesteht einen Mord, doch aufgrund der drei Robotergesetze wird weiter untersucht.
- Der neue Tag von Ling Chen, veröffentlicht unter dem Originaltitel „The New Day“ in „New Science Fiction“ im Januar 2011; übersetzt von Michael Kahn-Ackermann: Eine Simulation soll aufzeigen, wie gut Menschen im Katastrophenfall zusammenarbeiten.
- Der Erleuchtete von Han Song verfasst unter dem Originaltitel 佛性 (Pinyin fú xìng 'Budda-Natur') im Jahr 2000 und internationale Erstveröffentlichung in „Quantenträume“; übersetzt von Karin Betz: Ein Roboter will sich einem buddhistischen Kloster anschließen.

## Hintergrund
„Chinesische Enzyklopädie“ von Xia Jia ist eine lose Sammlung mehrerer Erzählungen. „Lass uns reden“, die erste Kurzgeschichte dieser Sammlung, von welcher in „Quantenträume“ nur ein Teil enthalten ist, wurde von Xia Jia zunächst auf Englisch geschrieben und später selbstständig auf Chinesisch übersetzt. „Babylonische Sprachverwirrung“ ist die vierte Kurzgeschichte dieser Sammlung.
„Der Wannengeist“ von Shuang Chimu beruht auf einer Adaption von „Der Tontopf“, einem anonymen Libretto aus der Yuan-Dynastie (1279–1368).
Gu Shi erhielt für „Die Möbius-Raumzeit“ den Galaxy Award im Jahr 2017 für die beste Kurzgeschichte.
Han Song basierte „Der Erleuchtete“ auf seinem eigenen Glauben und starkem Interesse am Buddhismus.

## Kritiken
Christin Endres von diezukunft.de schreibt, das Werk sei „sehr ordentliche SF-Anthologie zum topaktuellen Thema künstliche Intelligenz, die mit locker einem halben Dutzend echter Genre-Highlights aufwarten kann“. Speziell werden die Kurzgeschichte von Fei Dao als „hinreißende[r] Meta-Kniff“ und „absolut wunderbar“, die von Luo Longxiang als „kommt auf die beste Weise oldschool und überzogen daher“, die von Liu Weijia als „gleichermaßen packend wie einfühlsam“ und die von A Que als „massig Hardboiled-Stimmung, wenn nicht gar ein bisschen „Blade Runner“-Atmosphäre“ kommentiert.
Gunther Barnewald von phantastiknews.de schreibt, alle Geschichten bis auf die von Chen Qiufan seien „lesenswert“, aber dessen „dröge Erzählung trübt etwas den hervorragenden Gesamteindruck“ und sei „der eine große Flop“. Die Kurzgeschichten von Luo Longxiang und Liu Weijia werden als „hervorragend“ gelobt, während die von Fei Dao, Sun Wanglu und Ling Chen als „etwas schwächer“ bezeichnet werden. Insgesamt sei die Anthologie „voller ideenreicher, unterhaltsamer, emotionalisierender und spannender Geschichten“.
Josefson von der österreichischen Tageszeitung „Der Standard“ findet, die Kurzgeschichten von Liu Yang, Liu Weijia und A Que seien „Erlebnisse der schlichten Art“, denn „keine von ihnen liefert eine auch nur annähernd überzeugende Darstellung von Künstlicher Intelligenz“. Über die Kurzgeschichte von Luo Longxiang heißt es, dessen „Resultate sind haarsträubend und, ja, auch lustig“, doch die Sprache der Roboter sei „allenfalls kindgerecht“. Shuang Chimu stellt „eine tatsächlich andere Form von Intelligenz bzw. Persönlichkeit“ vor und Baoshu wagt sich als einziger Autor „in ein etwas exotischeres Ambiente“ vor. Die Kurzgeschichte von Sun Wanglu sei „spannend“ und die von Gu Shi sei „faszinierend“.